# 干物女
來自日本流行語，用來比喻像干貝、香菇一樣乾巴巴的年輕女人。指的是一群對恋爱提不起勁，认为很多事情都很麻烦而凑合着过的女性。這個名稱源自日語對魚乾的稱呼，意思接近的詞語有喪女與敗犬等。

## 概要
干物女一詞發揚於秀樂沙鷺所繪的漫画《小螢的青春》（又譯《螢之光》，爾後翻拍電視劇《魚乾女又怎樣》），是對女主角雨宮螢的單身生活習慣（包括：工餘在家，喜歡獨自看漫畫、飲啤酒；假日好睡，幸福寫意）的形容詞。但是雨宮螢並非完全無意戀愛，只是覺得麻煩而已。詞語後來被引用來泛指一群一班在私人空間享受個人生活的二十多歲女性，她們對於戀愛感到陌生，但並不拒絕，只是她們慣於隨便懶散的生活，對談戀愛提不起勁。對不少男性而言，干物女不修邊幅，又不擅社交，所以缺乏表面的吸引力；但是乾物女也有不少優點，如不修邊幅代表沒有卸妝前後判若兩人的風險、也沒有化妝品對皮膚的傷害，乾物女對男性最大的吸引力是有較低的戴綠帽風險，但是不少男性並沒有分辨女性的能力及自信。
干物女一詞，在感情上更深層次地反映了戀愛自由化及市場化的現象，製造了戀愛格差社會，而在社會上，則是因為女性職場競爭力已經追平甚至超越男性，但傳統男性要強於女性的觀念仍然強烈，在經濟上則因為派遣興起、低薪、高工時、高失業風險而造成年輕人失去自信及無力化；因此讓人更容易淪落到人生輸家。
在「2007年新語、流行語大賞的60個候選詞」中獲得提名，可是於同年12月3日的選舉卻未進入前十名。

## 定義與特徵
根據秀樂沙鷺的描述，乾物女的特徵有：
- 對簡訊的回覆很慢，字數也少。
- 如果食物簡單的話，會站在廚房把它吃掉。
- 不上班的時候不化妝，也不戴胸罩。
- 冬天懶得刮體毛，或者乾脆不刮。
- 不會有心跳加速的感覺。
- 癡迷於某事物，如動漫、電玩、書籍；某人，如歌星、網路名人；某事情，如手工製作、烹調等等，此種癡迷也允許是突發性的，突然間迷戀上，不能自拔。
- 不喜歡接觸陌生人，在現實生活中，如果沒有摸清對方的脾氣和個性，就不太願意與他做深入的交流，頻繁接觸陌生人會有不自然的感覺。
- 追求懶散閒適生活。
- 認為在家看漫畫也比跟男人談戀愛有趣。
- 用說“不”來確定自己的存在。